# Relaciones Colombia-Italia
Las relaciones Colombia-Italia son las relaciones exteriores entre la República de Colombia y la República Italiana. Ambas naciones son miembros de las Naciones Unidas.

## Historia
En 1502, el explorador italiano Cristóbal Colón (al servicio de España) en su cuarto viaje encontró al Pueblo guna que habitan hoy en día en Colombia y en Panamá. Poco después, la tierra sería nombrado después de Cristóbal Colón. En 1819, Colombia obtuvo su independencia de España. En 1847, Colombia e Italia establecieron relaciones diplomáticas.
Poco después del establecimiento de relaciones diplomáticas, los italianos comenzaron a emigrar a Colombia. Miles llegaron al país, con la mayoría llegando a principios del siglo XX. Durante la Segunda Guerra Mundial, Colombia rompió relaciones diplomáticas con las Potencias del Eje (que incluye a Italia). Poco después, ambas naciones restablecieron las relaciones diplomáticas.
Las relaciones entre ambas naciones se han mantenido cercanas. En 2012, Colombia (y el Perú) firmaron un acuerdo de libre comercio con la Unión Europea (lo cual incluye también a Italia). También ha habido varias visitas de alto nivel y reuniones entre líderes de ambas naciones. En octubre de 2015, el Primer Ministro Matteo Renzi fue el primer jefe de Estado italiano en visitar Colombia. En diciembre de 2016, el presidente colombiano Juan Manuel Santos realizó una visita a Italia. Durante su visita, el gobierno italiano expresó su apoyo al acuerdo de paz entre el gobierno colombiano y las FARC.

## Acuerdos bilaterales
Ambas naciones han firmado varios acuerdos, como un Acuerdo para el intercambio de Subvenciones Diplomáticas (1933); Acuerdo para la abolición de visas en pasaportes diplomáticos y de servicio (1962); Acuerdo de Cooperación Cultural (1963); Acuerdo de Cooperación Técnica y Científica (1971); Acuerdo para evitar la doble imposición de los ingresos (1979); Acuerdo de Cooperación Económica, Industrial y Técnica (1987); Acuerdo de Cooperación en Apoyo del Proceso Alternativo de Paz y Desarrollo (2001) y un Acuerdo de Cooperación de Defensa (2010).

## Misiones diplomáticas residentes
- Colombia tiene una embajada en Roma y un consulado-general en Milán.[6]
- Italia tiene una embajada en Bogotá.[7]

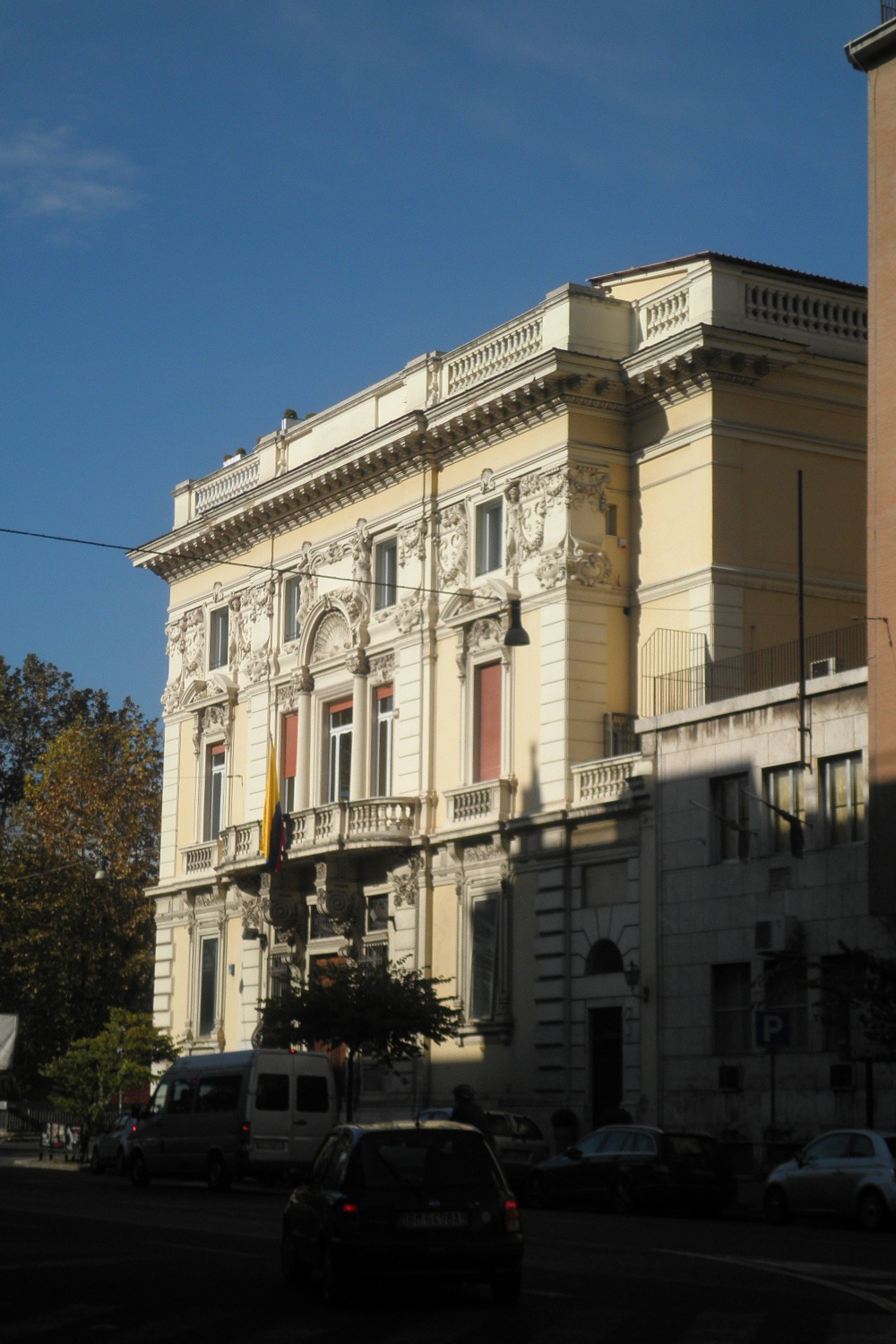
Residencia de la Embajada de Colombia en Roma
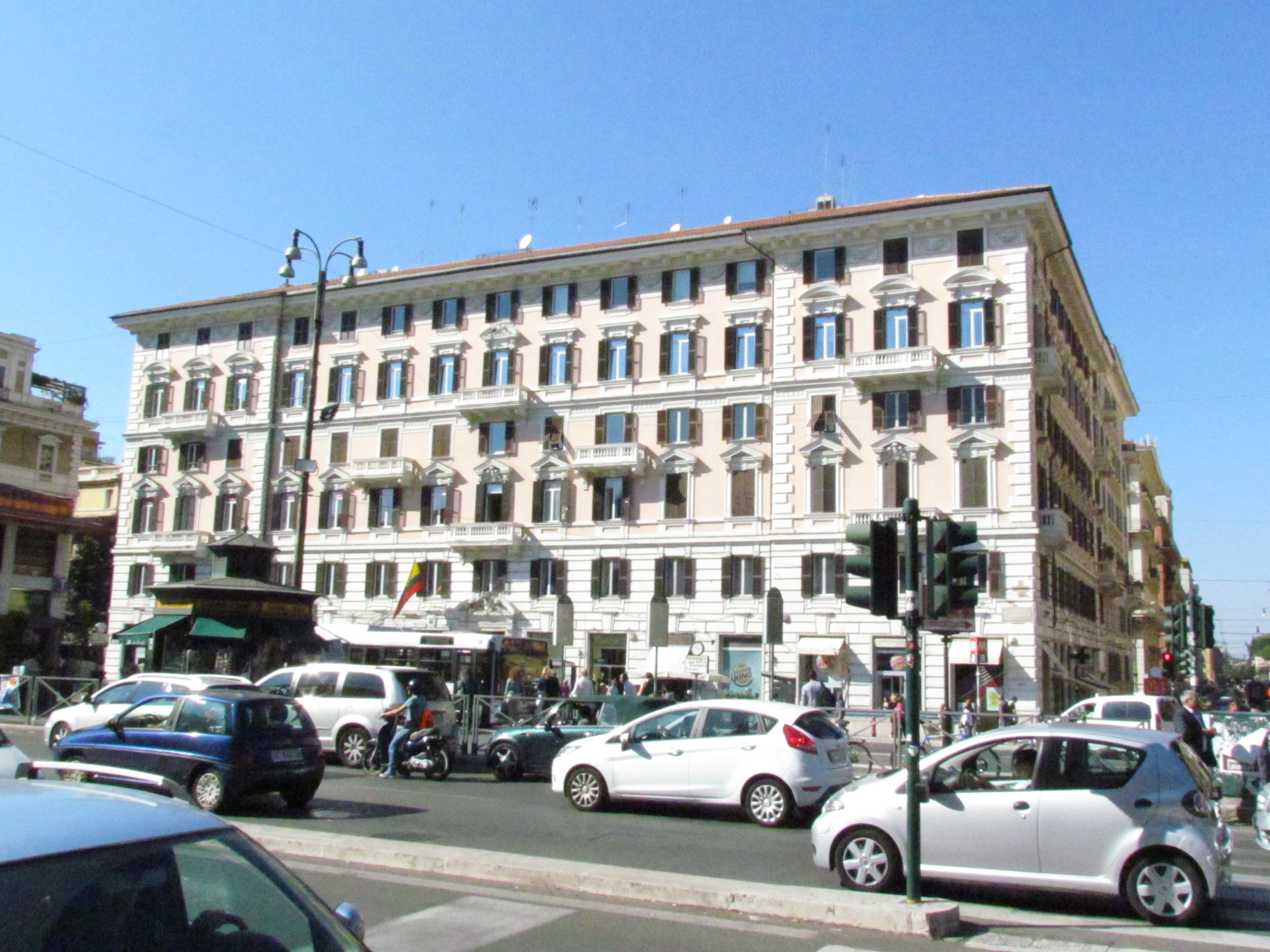
Consulado-General de Colombia en Roma
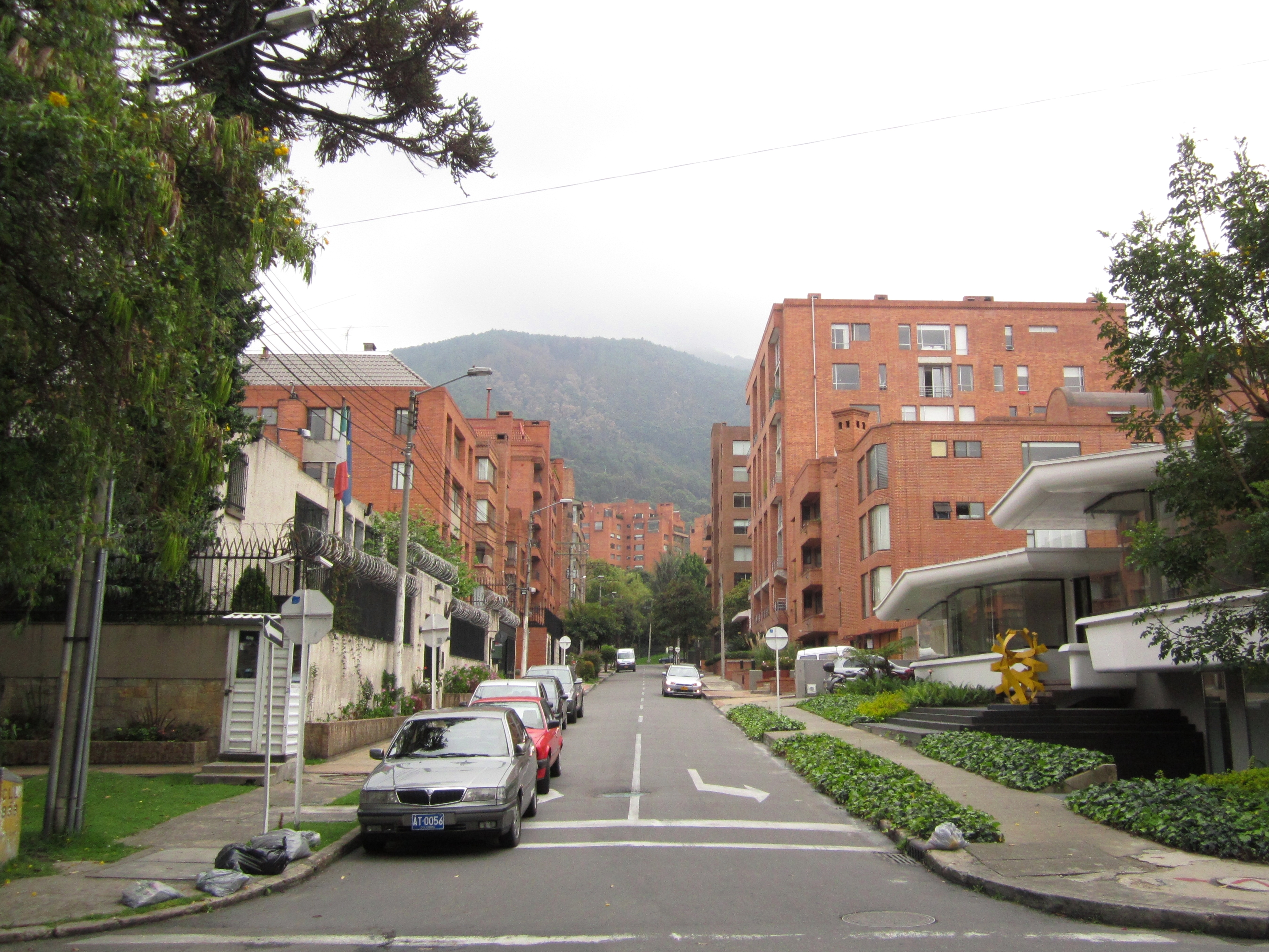
Embajada de Italia en Bogotá